# Аржема
Аржема — река в России, протекает по Медвежьегорскому району Карелии.

## Физико-географическая характеристика
Исток — болото восточнее Мунозера. Протекает через Аржемозеро. Пересекает шоссе Вологда — Межвежьегорск А119, принимает правый приток — Сарожу. Впадает в Онежское озеро. Длина реки составляет 12 км.
Северо-западнее реки находится деревня Лобское, юго-восточнее — деревня Возрицы.

## Фотография
|  |

## Данные водного реестра
По данным государственного водного реестра России относится к Балтийскому бассейновому округу, водохозяйственный участок реки — Бассейн Онежского озера без рек Шуя, Суна, Водла и Вытегра, речной подбассейн реки — Свирь (включая реки бассейна Онежского озера). Относится к речному бассейну реки Нева (включая бассейны рек Онежского и Ладожского озера).
Код объекта в государственном водном реестре — 01040100612102000015822.